# Здание СЭВ
Комплекс зданий секретариата Совета экономической взаимопомощи, неофициально называемый «трилистником» — комплекс зданий, расположенный по адресу Новый Арбат, дом 36 в районе Арбат Центрального административного округа города Москвы. Комплекс включает 3 здания, объединённых общим стилобатом: 31-этажную административную высотку, конференц-центр и 13-этажную гостиницу «Мир». Здания были возведены в 1963—1970 годах для размещения органов Совета экономической взаимопомощи, в 1991—1992 годах отчуждены в пользу мэрии Москвы вместе с другим недвижимым имуществом СЭВ. В здании разместилось московское правительство, а в 1994 году в здании также располагалась Государственная дума I созыва.

## История
Исторически на месте, где в 1963—1970 годах было построено здание секретариата СЭВ, XV—XVIII веках располагался Новинский Введенский Богородицкий монастырь с окружавшей его слободой. После закрытия обители земли занимали школа для солдатских детей, полицейская и пожарная части, позднее на их месте были размещены арестантские роты, а в 1907 году — построена крупнейшая в Москве Новинская женская тюрьма. Известность тюрьме принёс самый массовый в российской истории женский побег, в организации которого приняла деятельное участие семья поэта Владимира Маяковского.
Решение о строительстве в Москве высотного здания для секретариата Совета экономической взаимопомощи, межправительственной экономической организации социалистических стран, было принято его исполнительным советом в марте 1962 года, а конкретное место для строительства предложил главный архитектор Москвы Михаил Посохин. Проекты на международный конкурс на проект будущего здания секретариата представили все страны — участники объединения, а в финал вышли проекты архитекторов из Советского Союза и Германской Демократической Республики. Здание было призвано нести ярко выраженную идеологическую функцию, поэтому от предложенного немецкими архитекторами комплекса из двух строгих прямоугольных башен было решено отказаться в пользу советского проекта за авторством архитекторов Михаила Посохина, Ашота Мндоянца и Владимира Свирского, инженеров Ю. В. Рацкевича и С. Я. Школьникова. В строительстве приняли участие все страны — участники объединения: генеральным подрядчиком выступил «Мосстрой-4», немцы выполнили прокладку всех электрических сетей и поставили оборудование, чехи предоставили и установили лифты, венгры разработали мебель и аппаратуру для звукоусиления и синхронного перевода, болгарские специалисты занимались отделкой и установкой раздвижных перегородок, из Румынии был поставлен натуральный отделочный камень, а в Польше был разработан декор потолка конференц-зала из алюминиевых элементов. После открытия в здании разместились представительства стран — участников СЭВ, его центральные органы, институт стандартизации, несколько совещательных залов и другие административные структуры.
Согласно заключённому в 1967 году договору между странами — членами Совета экономической взаимопомощи, при роспуске организации Советский Союз получал право отчуждения недвижимости СЭВ на своей территории при условии выплаты другим странам-участникам компенсации за объекты, созданные на условии долевого участия. Осенью 1991 года распоряжением главы Комитета по оперативному управлению народным хозяйством СССР Ивана Силаева имущество СЭВ, включая здание секретариата, гостиницу, ресторан «Мир», автобазу, типографию и пансионат «Дружба» в Наро-Фоминском районе было отчуждено в пользу мэрии Москвы. Переведённая московским правительством на счета бывших партнёров сумма составила 86,7 миллиона рублей, что вызвало недовольство бывших участников объединения: советские представители ликвидационной комиссии оценивали только здание секретариата в центре Москвы в 130 миллионов рублей, а иностранцы — в 200 миллионов долларов. Московские власти мотивировали отказ выполнять требования бывших членов СЭВ заявленными Польшей требованиями компенсации за проход покидавших территорию Германии советских войск и отказом властей Германии выплачивать компенсацию за военные излишки в оставленных Советской армией военных городках. В ответ бывшие участники объединения заявили, что не считают московскую мэрию правопреемником советского правительства и грозили городским властям обращением в международный арбитраж. Развития конфликт не получил, а в 1992 году здание СЭВ, гостиница, пансионат и автобаза были переданы на баланс муниципального предприятия «Олимп», созданного в структуре мэрии Москвы.
После отчуждения бывшего здания секретариата Совета экономической взаимопомощи в его помещениях разместился аппарат мэрии. В последние дни конституционного кризиса 1992—1993 годов здание СЭВ стало местом столкновений между лояльными президенту силовиками и сторонниками Верховного Совета. Во время прохождения многотысячной колонны мимо здания бойцы ОМОНа открыли из окон стрельбу по людям и вынудили протестующих под руководством генерала Альберта Макашова пойти на штурм. По свидетельству корреспондента московского бюро телекомпании CBS Джонотана Сандерса, присутствовавшего на месте событий, атакующие протаранили застеклённую стену здания грузовиком и вошли внутрь через образовавшуюся брешь. Наступление вынудило бойцов ОМОНа сдаться, и Макашову пришлось выставить перед зданием живой щит из своих сторонников, чтобы защитить отступавших силовиков от гнева разъярённой толпы. За победой сторонников Верховного совета у здания СЭВ последовало поражение в перестрелке у телецентра «Останкино», после которой Борис Ельцин объявил в Москве чрезвычайное положение. В столицу были введены войска и после обстрела бронетехникой Белого дома 4 октября 1993 года протесты были подавлены.
В результате штурма бывшего здания секретариата СЭВ в здании полностью выгорели несколько этажей. Более половины стёкол и витражей были выбиты стрельбой, пострадали облицовка, инженерные коммуникации, убранство здания. В сжатые сроки был проведён капитальный ремонт. Поскольку после обстрела Белый дом был сильно повреждён и закопчён, сразу после выборов Государственной думы I созыва мэрия Москвы выделила депутатам несколько этажей и зал заседаний. По рассказам бывшего управляющего делами президента Павла Бородина, который занимался переоборудованием здания под размещение нижней палаты парламента, подготовка помещений проводилась в сжатые сроки и завершилась за 17 дней. Условия работы Думы I созыва в бывшем здании секретариата СЭВ были неидеальными: отдельные кабинеты получили только председатель Иван Рыбкин и несколько ключевых комитетов, депутаты и аппарат размещались в общих помещениях на первом этаже здания, разделяя рабочие места перегородками. Зачастую не хватало стульев, а письменных столов не было почти ни у кого. Соседство Государственной думы и Правительства Москвы в здании СЭВ продолжалось около полугода до переезда парламентариев в здание на Охотном ряду.
В октябре 2024 года появилась информация о планируемой реконструкции, либо окончательном сносе здания СЭВ в связи с «моральным устареванием и несоответствии современным стандартам инфраструктуры».

## Архитектура
Комплекс зданий секретариата Совета экономической взаимопомощи является ярким примером советского модернизма. Он занимает участок площадью 4,5 гектара и включает три объединённых основанием объёма, несущих разные функции — административную, общественную и жилую. Административная часть комплекса, рассчитанная на 2000 сотрудников — высокое 31-этажное здание, композиционно решённое в виде двух изогнутых плоскостей, объединённых центральной стелой лифтовых холлов. Жилая зона комплекса была решена протяжённым 13-этажным зданием гостиницы «Мир», общественная — цилиндрическим конференц-залом на 1000 посадочных мест. Двухэтажный стилобат комплекса вмещал залы заседаний, ресторан, кулуары, фойе, гараж и другие общие зоны. Доминантой комплекса служит административное здание, а акцентирующим декоративным элементом — мозаичное панно на фасаде конференц-зала, выполненное венгерскими мастерами по эскизам советского художника Григория Опрышко. После завершения комплекс стал важным звеном ансамбля проспекта Калинина, завершающим ритмический ряд высоток на его чётной северной стороне, а также закрепил пересечение Москвы-реки с городской транспортной артерией, став доминантой перспектив набережных и завершением протяжённого участка Кутузовского проспекта.
Проектировщики здания разработали модульную структуру, предусматривавшую использование унифицированных элементов с размером, кратным 75 сантиметрам. Для обеспечения гибкости планировки административного здания все внутренние перегородки, мебель и другие элементы интерьера были выполнены в виде сборно-разборных модулей с подключением к проложенным под полом сетям. В здании были применены и другие технологические новшества: впервые в СССР для строительства столь масштабного объекта были использованы многослойные наружные панели с пенопластовым наполнением, впервые были применены эжекционные кондиционеры-доводчики. Несмотря на то, что основные задачи по вентилированию помещений выполняла система кондиционирования, для комфорта работников административного здания во всех окнах были предусмотрены открывающиеся фрамуги. Чтобы избежать резкого торможения перед остановкой лифта, скорость всех лифтов в здании была искусственно ограничена. Для очистки фасадов на крыше здания были смонтированы тележки-люльки, которые могли двигаться вдоль фасада здания по специально проложенным рельсам, однако впоследствии крыша потребовалась для установки антенного оборудования и тележки были демонтированы.

## Планы реконструкции
4 октября 2024 года правительство Москвы признало здание аварийным и подлежащим реконструкции. Сроки подготовки в департаменте уточнены не были. 
Позже стало известно, что реконструкцией займется группа компаний «Киевская площадь», которая помимо коррупционных схем также фигурировала в специфичной "реконструкции"  СК «Олимпийский» ранее в 2020 году, заключавшейся в полном демонтаже комплекса и возведении нового современного здания. Уже в октябре 2024 года издание «Москвич Mag», предвидя вероятный снос, выступило с воззванием сохранить здание СЭВ и признать его объектом культурного наследия.
К февралю 2025 были представлены несколько концептуальных проектов, которые своим нетипичным внешним видом и высотой вызвали неоднозначные реакции в ряде СМИ, однако особой огласки эти взгляды не получили. 
В начале февраля 2025 года было принято решение о полном сносе здания и близлежащего торгового центра «Сфера». На их месте должно было начаться строительство многоэтажного административного здания. Решение о сносе было встречено критикой; так, издание Smart Power Journal призвало «аккуратнее относиться к архитектуре, которая <...> является своеобразным памятником всему советскому проекту». Издание «Медуза» выпустило интервью с историком архитектуры Анной Броновицкой, которое было посвящено возможному сносу здания. В этом разборе собеседница информационного агентства сообщила, что за десять лет до этого архитекторам и историкам архитектуры было отказано во взятии памятников модернизма, в частности, здания СЭВ, под охрану.  
Впоследствии, уже в апреле 2025 года, источники РБК сообщили о том, что здание СЭВ всë-таки будет сохранено.

## Галерея
- Здание СЭВ и гостиница «Украина», 1970 год
- Здание СЭВ рядом с Белым домом
- Танк Т-72 возле здания СЭВ, 1991 год
- Здание СЭВ на почтовой марке, посвящённой 30-летию организации
- Здание СЭВ на почтовой марке, посвящённой 40-летию организации
- Почтовая марка, 1976 год
- Панорама московских высоток, здание СЭВ — второе справа
- Фасад здания ночью (2021)
- Москва здание СЭВ значок